# Тадеуш Ружевич
Тадѐуш Ружѐвич (на полски: Tadeusz Różewicz) е полски поет, прозаик, драматург, филмов сценарист, преводач и войник от Армия Крайова, част от т.нар. Колумбово поколение в полската поезия. Определян е като един от най-важните представители на следвоенната полска литература, заедно с Чеслав Милош и Вислава Шимборска. Драматургичното му майсторство го нарежда сред видните творци от европейския театър на абсурда.

## Биография
Роден е на 9 октомври 1921 г. в град Радомско, в семейството на Стефания Мария (с моминско име Гелбард) и Владислав Ружевич, съдебен служител. Има двама братя – Януш и Станислав. Учи в Гимназия „Феликс Фабянски" в родния си град, но през 1939 г. прекъсва образованието си и започва работа. През 1942 г. под въздействието на брат си Януш влиза в редиците на Армия Крайова и участва в бойни действия от 26 юни 1943 г. до 3 ноември 1944 г. През 1945 г. е уволнен от армията и се настанява в Ченстохова, където завършва средно образование. След това се мести в Краков и записва да учи История на изкуствата в Ягелонския университет, но не завършва. В старата столица става част от неоавангардната Краковска група, в която присъстват имена като Анджей Вайда, Анджей Врублевски, Йежи Новошелски и др. Поради скептичното си отношение към установения след Втората световна война комунистически режим в Полша Ружевич емигрира в Унгария, в чиято столица пребивава една година, до 1950 г. След завръщането си в Полша се заселва в град Гливице, където се жени за Веслава (с моминско име Козловска). Раждат им се двама сина – Камил и Ян. През 1957 г. Ружевич получава стипендия и заминава за Париж, където се среща с Чеслав Милош. В 1968 г. се мести да живее във Вроцлав, където пребивава до края на живота си.
Тадеуш Ружевич умира на 24 април 2014 г. във Вроцлав и е погребан в евангелисткото гробище на град Карпач, Долна Силезия.

## Творчество
Ружевич започва да пише вдъхновен от по-големия си брат Януш. През 1944 г. заедно издават книгата Ѐха лѐшне (Echa leśne). В този поетичен опит на писателя личи влиянието на Юлиуш Словацки и Стефан Жеромски. За негов истински дебют се смята поемата Неспокойствие (Niepokój), издадена през 1947 г. под рецензията на Станислав Лем. Тя заедно със следващата му поема Червената ръкавичка (Czerwona rękawiczka) (1948 г.) са определяни като революционни, поради липсата на традиционните за поезията метрика, строфа и рима. Първоначално експресионистичния стил на писателя не допада на комунистическите власти в страната и творбите му са определяни като нихилистични и повлияни от запада. През 1960 г. публикува първото си и най-популярно драматургично произведение – Картотека (Kartoteka).
| „ | Не мога да си представя, как би изглеждала следвоенната полска поезия без стиховете на Тадеуш Ружевич. Всички ние сме му задължени, но не всеки от нас си го признава. – Вислава Шимборска | “ |

Той е един от най-превежданите полски писатели, като негови творби са издавани на 49 езика. През 2000 г. получава престижната полска литературна награда Нике, за стихосбирката Ма̀тка одхо̀джи (Matka odchodzi). Многократно е предлаган за Нобелова награда.

## Произведения[14]

### Проза
- W łyżce wody, 1946 г.
- Kartki z Węgier, 1953 г.
- Opadły liście z drzew, 1955 г.
- Przerwany egzamin, 1960 г.
- Wycieczka do muzeum, 1966 г.
- Opowiadania wybrane, 1968 г.
- Смърт сред стари декори (Śmierć w starych dekoracjach), 1970 г.
- Przygotowanie do wieczoru autorskiego, 1971 г.
- Proza, 1973 г.
- Травматичен разказ. Душичка (Opowiadania traumatyczne. Duszyczka), 1979 г.
- Próba rekonstrukcji, 1979 г.
- Tarcza z pajęczyny, 1980 г.
- Proza" T. 1 – 2, 1990 г.
- Wycieczka do muzeum, 2010 г. (разширено издание на книгата от 1966 г.)
- Margines, ale..., 2010 г.
- Wbrew sobie. Rozmowy z Tadeuszem Różewiczem, 2011 г.

### Стихосбирки и поеми
- Echa leśne, 1944 г. (под псевдоним „Сатир„)
- Неспокойствие (Niepokój), 1947 г.
- Червената ръкавичка (Czerwona rękawiczka), 1948 г.
- Пет поеми (Pięć poematów), 1950 г.
- Времето, което идва (Czas, który idzie), 1951 г.
- Стихове и картини (Wiersze i obrazy), 1952 г.
- Wybór wierszy, 1953 г.
- Равнина (Równina), 1954 г.
- Сребърен клас (Srebrny kłos), 1955 г.
- Усмивки (Uśmiechy), 1955 г.
- Отворена поема (Poemat otwarty), 1956 г.
- Poezje zebrane, 1957 г.
- Formy (Форми), 1958 г.
- Разговор с принца (Rozmowa z księciem), 1960 г.
- Głos Anonima, 1961 г.
- Зелената роза. Картотека (Zielona róża. Kartoteka), 1961 г.
- Нищото в плаща на Просперо (Nic w płaszczu Prospera), 1962 г.
- Niepokój. Wybór wierszy 1945 – 1961, 1963 г.
- Twarz, 1964 г.
- Wiersze i poematy, 1967 г.
- Трето лице (Twarz trzecia), 1968 г.
- Regio, 1969 г.
- Събрани стихове (Poezje zebrane), 1970 г.
- Wiersze, 1974 г.
- Събрани стихове (Poezje zebrane), 1976 г.
- Душичка (Duszyczka), 1977 г.
- На повърхността на поемата и в средата. Нови подбор стихове (Na powierzchni poematu i w środku. Nowy wybór poezji), 1983 г.
- Poezje wybrane (II), 1984 г.
- Poezje, 1987 г.
- Poezja T. 1 – 2, 1988 г.
- Płaskorzeźba, 1991 г.
- Poezje wybrane, 1991 г.
- Zawsze fragment, 1996 г.
- Zawsze fragment. Recycling, 1998 г.
- Matka odchodzi, 1999 г.
- Nożyk profesora, 2001 г.
- Szara strefa, 2002 г.
- Wyjście, 2004 г.
- Uśmiechy, 2005 г.
- Nauka chodzenia. Gehen lernen, 2007 г.
- Kup kota w worku, 2008 г.
- Historia pięciu wierszy, 2011 г.
- Dorzecze Różewicza, 2011 г. (антология със стихове на Ружевич)
- to i owo, 2012 г.

### Драма
- Картотека (Kartoteka), 1960 г.
- Групата на Лаокоон (Grupa Laokoona), 1962 г.
- Свидетелите или нашата малка стабилизация (Świadkowie albo nasza mała stabilizacja), 1964 г.
- Śmieszny staruszek, 1965 г.
- Wyszedł z domu, 1965 г.
- Spaghetti i miecz, 1967 г.
- Stara kobieta wysiaduje, 1969 г.
- Akt przerywany, 1970 г.
- Rajski ogródek, 1971 г.
- Na czworakach, 1972 г.
- Неконсумиран брак (Białe małżeństwo), 1975 г.
- Гладуващият си отива (Odejście głodomora), 1977 г.
- Przyrost naturalny, 1979 г.
- Śmierć w starych dekoracjach, 1979 г.
- Do piachu, 1979 г.
- Pułapka, 1982 г.
- Kartoteka rozrzucona, 1997 г.
- Palacz, 1997 г.

### Филмови сценарии
Съвместно с Корнел Филипович
- Trzy kobiety, 1956 г.
- Miejsce na ziemi, 1959 г.
- Głos z tamtego świata, 1962 г.
- Piekło i niebo, 1966 г.
- Szklana kula, 1972 г.

Съвместно със Станислав Ружевич
- Świadectwo urodzenia, 1961 г.
- Echo, 1964 г.
- Mąż pod łóżkiem w „Komedie pomyłek“, 1967 г.
- Samotność we dwoje, 1968 г.
- Drzwi w murze, 1973 г.
- Opadły liście z drzew, 1975 г.

### Книги на български
- Лице, С., Народна култура. 1972. (Twarz) – превод от полски: Добромир Добрев
- Смърт сред стари декори, С. Народна култура. 1981, 266 с. (Śmierć w starych dekoracjach)
- Пет пиеси, С., У.И. Св. Климент Охридски, 1992. – превод от полски: Божко Божков
- Борба с ангела, Издателска къща „Христо Ботев", 1994. – подбрани стихотворения на Ружевич, превод от полски: Първан Стефанов
- Битка за дъх: Избрани стихотворения, С. Карина М. 2003, 192 с. – подбор, предговор и превод от полски: Здравко Кисьов